# Heartbreak Lullaby
«Heartbreak Lullaby» — сингл шведской группы A*Teens, выпущенный в 2001 году.

## История
По всей видимости, четвёртым и последним синглом с альбома «Teen Spirit» группа сначала планировала выпустить «…To The Music». Этот сингл действительно был выпущен в США в октябре 2001 года, однако более нигде не выходил. Вместо него очередным международным синглом группы стала новая композиция «Heartbreak Lullaby», написанная при участии Кэти Дэннис (автора хита Кайли Миноуг «Can't Get You Out of My Head»). Это было сделано по просьбе студии Диснея, которая хотела включить A*Teens в саундтрек своей недавно вышедшей комедии «Как стать принцессой». Сингл был выпущен в ряде стран Европы и Азии в декабре 2001 года. A*Teens исполняли «Heartbreak Lullaby» на премьере фильма в Швеции 22 декабря.
Оригинальная версия «Heartbreak Lullaby» была балладой, но видеоклип был снят на танцевальный ремикс Ray Hedges 7" Mix. Съёмки проходили в октябре 2001 года в Мюнхене, Германия. В клипе присутствуют кадры из фильма «Как стать принцессой».

## Список композиций
Макси-сингл
1. Heartbreak Lullaby (Ray Hedges 7" Mix) — 4:07
2. Heartbreak Lullaby (Ballad Version) — 4:07
3. Heartbreak Lullaby (Europop Remix) — 3:35
4. Heartbreak Lullaby (Techno Earthbound Mix) — 6:14
5. I Wish It Could Be Christmas Everyday — 3:10

Композиция «I Wish It Could Be Christmas Everyday» является кавер-версией известной рождественской песни британской группы Wizzard (1973).

## Хит-парады
| Страна    | Позиция |
| --------- | ------- |
| Германия  | 77      |
| Швейцария | 97      |
| Швеция    | 6       |